# Nyssodrysternum ptericoptum
Nyssodrysternum ptericoptum là một loài bọ cánh cứng trong họ Cerambycidae.